# Порука скривена међу латицама (књига)
Порука скривена међу латицама књига је написана 2017. године.Тема књиге је симболика цвећа кроз цитате народних песама, пословица, стихова и мисли српских писаца и великана.

## О књизи
У књизи су приказани 101 цвет и њихова симболика кроз језик из српске књижевности. Ту се налазе стихови Јована Дучића, Десанке Максимовић, Васка Попе, Мирослава Мике Антића, Лазе Костића, Милутина Бојића, мисли Иве Андрића, Меше Селимовића и Николе Тесле, српске народне пословице, српске народне песме. У Поруци скривеној међу латицама оживљава се магични језик цвећа. Сабрани су цветови о којима постоји народно предање као што је босиљак, јоргован, невен са гладиолом, рајском птицом и калом из иностраних предела који се данас често дарују и омиљени су код различитих народа света.

### Кад цвеће проговори
Вековима цвеће кроз симболику проговара и може да каже више него хиљаду речи. Песник Бранко Миљковић стиховима то поткрепљује: Време је да цвет проговори, а уста занеме.

Није потребно да будемо песник да бисмо се дивили цвећу. Од древних времена оно је коришћено да би се исказале све врсте емоција и асоцијација.

### Цитати из књиге
| „ | Нека сунца нека, мене драга чека, Драга сунца два, мени ће да да! Бранко Радичевић ... Хтео бих толико тога да ти кажем, а не умем, не умем ништа боље сад кад се воли. Мирослав Мика Антић | ” |

## Галерија биљака
- Невен
- Амарилис
- Драгољуб
- Ramonda serbica

## Дела посвећенајезику цвећа
- Thomas Nelson & Sons. (1875). The language of flowers: An alphabet of floral emblems. London: T. Nelson.[4]
- Pickston, Margaret. (1992). The language of flowers. England: M. Joseph Ltd.[5]
- Богомир Михајловић. (1995). Тајни говор цвећа и дрвећа : [бонтон, легенде, поруке, гајење, хороскоп, сановник]. - Београд : Партенон, (Бор : Бакар). - 269 стр. : илустр. ; 20 цм. - (Поља Партенона)[6]
- Pickles, Sheila. (1995). The language of wild flowers. New York: Harmony Books.[7]
- Greenaway, K., & Evans, E. (2010). Language of flowers. Pook Press.[8]
- Diffenbaugh, Vanessa. (2016). The language of flowers. London Picador.[9]